# María Cristina Plata
María Cristina Plata es una cantante, guitarrista y productora colombiana nacida en la ciudad de Bucaramanga. La revista Forbes la reconoció como artista destacada del 2022 por su aparición en el Times Square de New York. Ha recopilado tres trabajos discográficos como solista, alrededor de 19 premios nacionales, y ha realizado giras en Europa, Cuba, México, Brasil y Colombia. A lo largo de su carrera ha compartido escenario con artistas como Andrea Echeverri, Piero, Muerdo, Elsa y Elmar, Monsieur Periné, Marta Gómez, Puerto Candelaria, Edson Velandia, entre otros.

## Biografía

### Inicios y Trapiche Molé
María Cristina nació en Bucaramanga, capital del departamento de Santander. Inspirada en la música folclórica latinoamericana, aprendió la ejecución de instrumentos como el tiple, la guitarra y el cuatro. En 2006 cofundó el dueto Trapiche Molé como productora, vocalista y guitarrista, y participó en diversos festivales de música andina a lo largo del territorio nacional.
Como parte del dueto, en 2010 ganó el Gran Premio del Festival Mono Núñez en la categoría vocal. Se presentó también en otros eventos destacados de similar índole como el Concurso Hermanos Moncada y el Concurso de Duetos Príncipes de la Canción. Con Trapiche Molé publicó las producciones discográficas Colombia, un canto a la libertad (2010), Trapiche Molé: Música andina colombiana (2010) y Cuando Llegan las Tardes (2013), y obtuvo variedad de premios y reconocimientos en festivales de música andina y folclórica en Colombia.

### Carrera como solista
Luego de aportar las canciones «Golpes de Voz» y «Semilunas» en el álbum de 2012 Las Voces del Café, en 2014 inició su carrera como solista con el lanzamiento del álbum Todas las Flores. En 2015 participó del Bogotá Music Market y ganó el Premio a Mejor Showcase, entregado por el sistema de medios públicos RTVC. Un año después realizó la respectiva gira promocional del disco, que la llevó a presentarse en siete países de Europa y a participar en el Sziget Festival en Budapest, en el que alternó con artistas como Concha Buika, Molotov y Rihanna.
En 2017 estrenó su segundo álbum, titulado Después de Todo: Compilado Latinoamericano, y realizó una gira por Cuba, donde participó en eventos como el Festival de la Trova en Bayamo y se presentó en la Fábrica de Arte Cubano en La Habana. En 2018 realizó una gira por Brasil y por varias ciudades de México, donde fue invitada del XLVI edición del Festival Internacional Cervantino, celebrado en la ciudad de Guanajuato, México.
En 2021 publicó Como el Mar, su tercer trabajo como solista, reconocido como uno de los mejores álbumes colombianos del año por medios como Shock, El Espectador, Criterio y 120db. Finalizando ese año, realizó una gira acústica por territorio mexicano en soporte del disco.

### Actualidad
Durante el 2022 realizó la gira promocional del disco Como el Mar en Colombia, que tuvo paso por nueve ciudades del país. Durante la gira participó en espacios como el Festival Equal, un evento de mujeres organizado por Spotify, en el que compartió fecha con Andrea Echeverri. Fue nombrada embajadora nacional del programa Equal, con el que representó a las mujeres artistas del país mediante una aparición en el Times Square de Nueva York. Este hecho le valió una reseña de la revista Forbes como artista destacada del año. El mismo año presentó un nuevo sencillo en estilo bachata, titulado «No Dudo».

## Discografía

### Con Trapiche Molé
- Colombia, un canto a la libertad (2010)
- Trapiche Molé: Música andina colombiana (2010)
- Cuando llegan las tardes (2013)

### Como solista
- Todas las flores (2014)
- Después de todo: Compilado Latinoamericano (2017)
- Como el mar (2021)
- Casi te creo (2025)

Sencillos
Cómo te hago entender (2024)

## Giras
- Tour Europa 2016
- Tour Cuba 2017
- Tour Brasil 2018
- Tour México 2018
- Tour Europa 2018
- Tour Banco de la República Colombia 2019
- Tour Acústico México 2021
- Tour Como el Mar Colombia 2022